# Grand Prix 1949
Grand Prix-säsongen 1949 bestod inte av några mästerskap. Däremot kördes hela 22 race året innan formel 1 startades. Fem Grand Épreuves, som var de finaste loppen, kördes. Dessa fem race ingick även i formel 1 året efter.

## Grand Épreuves
| Grand Prix     | Bana              | Vinnande förare      | Vinnande tillverkare |
| -------------- | ----------------- | -------------------- | -------------------- |
| Storbritannien | Silverstone       | Toulo de Graffenried | Maserati             |
| Belgien        | Spa-Francorchamps | Louis Rosier         | Maserati             |
| Schweiz        | Bremgarten        | Giuseppe Farina      | Maserati             |
| Frankrike      | Reims-Gueux       | Louis Chiron         | Talbot-Lago          |
| Italien        | Monza             | Alberto Ascari       | Ferrari              |

## Grand Prix-tävlingar
| Grand Prix                  | Bana         | Vinnande förare    | Vinnande tillverkare |
| --------------------------- | ------------ | ------------------ | -------------------- |
| San Remos Grand Prix        | San Remo     | Juan Manuel Fangio | Alfa Romeo           |
| Richmond Trophy             | Goodwood     | Reg Parnell        | Maserati             |
| Paus Grand Prix             | Pau          | Juan Manuel Fangio | Alfa Romeo           |
| Paris Grand Prix            | Montlhéry    | Phillipe Etancelin | Talbot-Lago          |
| Jersey Road Race            | Saint Helier | Bob Gerard         | ERA                  |
| Roussillons Grand Prix      | Perpignan    | Juan Manuel Fangio | Maserati             |
| Marseilles Grand Prix       | Marseille    | Juan Manuel Fangio | Simca-Gordini        |
| British Empire Trophy       | Douglas      | Bob Gerard         | ERA                  |
| Frontières Grand Prix       | Chimay       | Guy Mairesse       | Talbot-Lago          |
| Grand Prix de l'Albegois    | Albi         | Juan Manuel Fangio | Maserati             |
| Hollands Grand Prix         | Zandvoort    | Luigi Villoresi    | Ferrari              |
| BRDC International Trophy   | Silverstone  | Alberto Ascari     | Ferrari              |
| Lausannes Grand Prix        | Lausanne     | Giuseppe Farina    | Maserati             |
| Goodwood Trophy             | Goodwood     | Reg Parnell        | Maserati             |
| Tjeckoslovakiens Grand Prix | Brno         | Peter Whitehead    | Ferrari              |
| Salons Grand Prix           | Montlhéry    | Raymond Sommer     | Talbot-Lago          |